# درون‌تنی
آزمایش درون‌زیوه‌ای (درزیوه‌ای)، درون‌تَنی یا درون‌بدنی (به لاتین: in vivo)، به حالتی می‌گویند که آزمایش‌های پزشکی نه بر روی بافت‌های برداشت‌شده از بدن و نه در تن مرده یک ارگانیسم، بلکه در بدن یک جاندارد زنده انجام شود.
در برابر آزمایش‌های درون‌تنی می‌توان آزمایش‌های برون‌تنی (in vitro) را یاد کرد که در آن‌ها نیازی به کاربرد جاندار زنده نیست.
in vivo یک عبارت لاتین و به معنی “داخل بدن موجود زنده" است. این عبارت زمانی بکار می‌رود که اثرات بیولوژی عوامل مختلف به جای آن که بر روی جاندار مرده یا قسمتی از جاندار آزمایش شود، بر روی یک موجود زنده کامل آزمایش می‌شود. این موجود زنده می‌تواند انسان، حیوان یا گیاه باشد. در مقابل، عبارت برون‌تنی (درون‌شیشه‌ای) قرار دارد که به انجام آزمایش در محیط آزمایشگاهی با استفاده از لوله آزمایش، پتری دیش و مانند آن گفته می‌شود. انجام آزمایش‌هایی که بر روی حیوانات انجام می‌شوند و همچنین آزمایش‌های بالینی که به منظور صحت عملکرد یک دارو بر روی افراد آزمایش می‌شوند، اساس مطالعات درون‌تنی را در بر می‌گیرند. بررسی‌های درون‌تنی عموماً پس از انجام بررسی‌های درون شیشه‌ای انجام می‌شود چرا که این به ما کمک می‌کند اثرات کلی آزمایش بر روی موجود زنده تا حدی قابل پیش‌بینی باشد.
به‌طور مثال در کشف یک داروی جدید، تأیید اثربخشی درون‌تنی اهمیت زیادی دارد. چرا که در برخی مواقع بررسی‌های درون شیشه‌ای می‌تواند نتایج گمراه‌کننده‌ای داشته باشد (چرا که مولکولی که کاندیدای دارو است نمی‌تواند به محل طبیعی خود جهت اثربخشی برسد).
هِری سمیت یک پروفسور انگلیسی بود که در سال۱۹۵۰ به همراه همکارش، اهمیت مطالعات داخل بدنی را نشان داد. آن‌ها متوجه شدند که سرم فیلتر شده استریل حیوانات آلوده به باسیلوس آنتراسیس برای سایر حیوانات مرگ‌آور است. این در حالی است که عصاره مایع کشت میکروبی که در شرایط درون شیشه‌ای از همان حیوانات آلوده کشت داده شده بود، برای سایر حیوانات کشنده نبود. کشف سم سیاه زخم در آزمایش‌های درون‌تنی تأثیر بسیار زیادی بر روی مطالعات بیماری‌زایی در بیماری‌های عفونی داشت.